# Mikel Aranburu
Mikel Aranburu Eizagirre, né le 18 février 1979 à Azpeitia, est un footballeur espagnol qui a joué pour la Real Sociedad en Liga en tant que milieu défensif.

## Biographie
Il dispute l'intégralité de sa carrière pour la Real Sociedad, dans un premier temps avec l'équipe réserve, puis avec l'équipe première, avec laquelle il dispute 427 matchs jusqu'en 2012, année où il décide de prendre sa retraite.

## Carrière
- 1997-2012 :  Real Sociedad

## Palmarès
- Vice-champion d'Espagne en 2003
- Champion de Liga Adelante (D2) en 2010